# Ben Cabango
Benjamin Cabango, född 30 maj 2000, är en walesisk fotbollsspelare som spelar för Swansea City och Wales landslag.